# William Henry Over
William Henry Over ( * 1866 - ) fue un botánico, y profesor estadounidense, que trabajó muy activamente en docencia, en Dakota del Sur. Ascendió hasta ser Director del Mueseo de la Universidad de Dakota del Sur. Además de trabajar con fósiles vegetales, lo hizo también de cangrejos y caracoles fósiles.

## Algunas publicaciones
- 1912. "Notes from the Northwest South Dakota". Journal Curio Collectors
- 1941. Mammals of South Dakota. 3 pp.
- 1941. Indian picture writing in South Dakota

### Libros
- The Arikara Culture in South Dakota
- 1920. Birds of South Dakota. 86 pp. ISBN 1-152-74875-0
- 1923. Trees and Shrubs of South Dakota. 13 pp.
- 1927. A preliminary report of a biological survey of the lakes of South Dakota. South Dakota. State Geological and Natural History Survey. Circular. 18 pp.
- 1932. Flora of South Dakota: an illustrated check-list of flowering plants, shrubs and trees of South Dakota. N.º 3 de Natural history studies. 161 pp.
- 1935. Archaeology in South Dakota. 9 pp.
- edward perry Churchill, william henry Over. 1938. Fishes of South Dakota. 87 pp.
- 1941. Indian picture writing in South Dakota. N.º 4 de Archaeological studies. 118 pp.
- 1942. Wild Flowers of South Dakota: Describing and illustrating fifty-two common wild flowers of South Dakota. 62 pp.
- 1942. Mollusca of South Dakota (Natural History Studies). 11 pp.
- 1943. Amphibians and Reptiles of South Dakota. 31 pp.
- 1950. Life History of Sitting Bull. 15 pp.
- 1946. Birds of South Dakota (Natural History Studies). 210 pp.
- 1973. Archaeological field notes. 358 pp.

## Honores

### Epónimos
Fauna
- Pisidium overi
- Dakotacancer overani

Flora
- (Chenopodiaceae) Chenopodium overi Aellen[1][2]
- (Poaceae) Poa overi Rydb.[3]

- La abreviatura «Over» se emplea para indicar a William Henry Over como autoridad en la descripción y clasificación científica de los vegetales.[4]